# Josephs Quartzy
Josephs Quartzy, né Joseph Marwa le 16 avril 1999 à Musoma en Tanzanie, est un acteur  tanzanien connu pour un film de 2019 Mr. Local Man et une série télévisée de 2021, JQ Knew That. Il est membre du duo de musique The Eastern Bandits.

## Filmographie

### Cinéma
- 2019 : Mr. Local Man : Nhwale
- 2019 : Mission XVI : Captain Black[6]
- 2008 : Madagascar 2 : additional voices(uncredited)[7]
- 2020 : Lucifer'e and the great Controversy :
- 2018 : Tanzania Transit : Passenger
- 2018 : NIGGA : Dos
- 2019 : Africa : Ngowi
- 2020 : Not so different : Jean

### Séries télévisées
- 2021: JQ Knew That : Joseph
- 2021: Kombolela

## Publications

### Ouvrages
- Conte de psychopathe intelligent: D'après une histoire vraie, 2022  (ISBN 9789356104983)[8]

- Irène: l'andromède, 2022  (ISBN 9789356105843)